# Hawaiʻi State Route 480
Die Hawaiʻi State Route 480 auf der Insel Molokaʻi ist eine lokale Verbindungsstraße im US-Bundesstaat Hawaiʻi.

## Verlauf
Um die Ortschaft Hoʻolehua mit den State Routes 460 und 470 zu verbinden, wurde diese sich über etwa sechs Meilen (zehn Kilometer) erstreckende Verbindungsstraße geschaffen, der etwa eine Meile östlich des Molokaʻi Airport von der State Route 460 nach Norden abzweigende Teil wird auch als Puʻupeʻelua Avenue bezeichnet, der Abschnitt zwischen Hoʻolehua und Kualapuʻu an der State Route 470 verlaufende Abschnitt ist auch als Farrington Avenue bekannt.